# Mustafa Rüştü Taşar
 (signalé en mai 2025).
Si vous disposez d'ouvrages ou d'articles de référence ou si vous connaissez des sites web de qualité traitant du thème abordé ici, merci de compléter l'article en donnant les références utiles à sa vérifiabilité et en les liant à la section « Notes et références ».
- Archive Wikiwix
- Bing
- Cairn
- DuckDuckGo
- E. Universalis
- Gallica
- Google
- G. Books
- G. News
- G. Scholar
- Persée
- Qwant
- (zh) Baidu
- (ru) Yandex
- (wd) trouver des œuvres sur Wikidata

Mustafa Rüştü Taşar né en 1951 à Gaziantep et mort le 3 janvier 2007 à Ankara, est un homme politique turc.
Diplômé de l'Académie de la commerce et de l'économie d'Ankara (AİTİA). En 1983 il cofonde le parti de la mère patrie (ANAP). Député de Gaziantep (1983-1987 et 1996-2002) et d'Ankara (1987-1991) il est secrétaire général, vice président et conseiller de président d'ANAP. Ministre d'État (1989-1991), de l'environnement (1996), de l'agriculture (1997-1999) et du tourisme (2001-2002). Il mort dans un accident de la route.